# Quốc ca Cộng hòa Tatarstan
Quốc ca Tatarstan (tiếng Tatar: Татарстан Җөмһүрияте Дәүләт гимны; tiếng Nga: Гимн Татарстана) là quốc ca của Cộng hòa Tatarstan, một chủ thể liên bang của Nga, được chấp nhận vào năm 1993 (dù không có lời). Nhạc được sáng tác bởi Rustem Yakhin. Về sau bài hát đã có lời, sáng tác bởi Ramazan Baytimerov.

## Lời

### Lời hiện tại
Vì cả tiếng Nga và tiếng Tatar đều là ngôn ngữ chính thức của Tatarstan, lời bài hát của bài quốc ca được viết bằng cả hai ngôn ngữ, được thực hiện theo cách tương tự như bài quốc ca Cộng hòa Altai. Tuy nhiên, rất khó để có các từ tiếng Nga tương ứng với một văn bản tiếng Tatar, do cấu trúc khác nhau của hai ngôn ngữ, do đó, lời bài hát không chính thức. Vào tháng 2 năm 2013, lời bài hát chính thức đã được chấp nhận.
| Ký tự Cyrill (chính thức)                                                                                                  | Ký tự Latinh (de facto) | Yañalif (trong lịch sử)                                                                                                  | Yaña imlâ (không dùng nữa)                                                                                                 | Chuyển tự IPA |
| --- | --- | --- | --- | --- |
| Đoạn 1 | | | | |
| Мәңге яшә, газиз Ватаныбыз, Халкым тели изге теләкләр! Гомерлеккә якын туган булып Яши бездә төрле милләтләр.              | Mäñge yäşä, ğäziz Watanıbız, Xalqım teli izge teläklär! Ğömerlekkä yaqın tuğan bulıp Yäşi bezdä törle millätlär.                 | Məꞑge jəşə, ƣəziz Vatanьʙьz, Xalqьm teli izge teləklər! Ƣɵmerlekkə jaqьn tuƣan ʙulьp Jəşi ʙezdə tɵrle millətlər.         | ،مەڭگئ يەشە، عەزيز وطنئبئز !حالقئم تئلى ئيزگئ تئلەكلەر عۇمئرلئككە ياقئن توعان بولئپ .يەشى بئزدە تۇرلئ ميللەتلەر            | /mæŋge jæʃæ, ɣæziz wɑtɑnɤbɤz/ /χɑlqɤm teli izge telæklær/ /ɣømerlekkæ jɑqɤn tuɣɑn bulɤp/ /jæʃi bezdæ tørle millætlær/                                        |
| Đoạn 2 | | | | |
| Күп гасырлар кичкән чал тарихлы Данлы илем, үзең бер дастан! Синдә генә безнең язмышыбыз, Республикам минем, Татарстан!    | Küp ğasırlar kiçkän çal tarixlı Danlı ilem, üzeñ ber dastan! Sindä genä bezneñ yazmışıbız, Respublikam minem, Tatarstan!         | Kyp ƣasьrlar kickən cal tarixlь Danlь ilem, yzeꞑ ʙer dastan! Sində genə ʙezneꞑ jazmьşьʙьz, Respuʙlikam minem, Tatarstan! | كوپ عاسئرلار كيچكەن چال تاريحلئ !دانلئ ئيلئم، ئوزئڭ بئز داستان ،سينده گئنه بئزنئڭ يازمئشئبئز !رئسپوبليكام مينئم، تاتارستان | /kyp ɣɑsɤrlɑr kitɕkæn ɕɑl tɑriχlɤ/ /dɑnlɤ ilem, yzeŋ ber dɑstɑn/ /sindæ genæ bezneŋ jɑzmɤʃɤbɤz/ /respublikɑm minem, tɑtɑrstɑn/                               |
| Đoạn 3 (tiếng Nga) | | | | |
| Цвети, священная земля моя, Да будет мирным твой небосвод! Единый дом у нас, одна семья, Живет в согласии наш народ.       | Cveti, svjašcennaja zemlja moja, Da budet mirnym tvoj nebosvod! Jedinyj dom u nas, odna semjja, Živet v soglasii naš narod.      | N/A | N/A | [t͡svʲɪˈtʲi, svʲɪˈɕːenːəjə zʲɪˈmlʲæ mɐˈja] [da ˈbudʲɪt ˈmʲirnɨm tvoj nʲɪbɐsˈvot] [(j)ɪˈdʲinɨj dom u nas, ɐdˈna sʲɪˈm⁽ʲ⁾ja] [ʐɨˈvʲet f‿sɐˈɡlasʲɪ.ɪ naʂ nɐˈrot] |
| Đoạn 4 (tiếng Nga) | | | | |
| Богатый мудростью седых веков, Надеждой, верою ты нам стал, И пусть хранит тебя моя любовь, Моя Республика, мой Татарстан! | Bogatyj mudrostjju sedyh vekov, Nadeždoj, veroju ty nam stal, I pustj hranit tebja moja ljubovj, Moja Respublika, moj Tatarstan! | N/A | N/A | [bɐˈɡatɨj ˈmudrəsʲtʲjʊ ˈsʲedɨx vʲɪˈkof] [nɐˈdʲeʐdəj, ˈvʲerəjʊ tɨ nam stal] [i pusʲtʲ xrɐˈnʲit tʲɪˈbʲa mɐˈja lʲʊˈbofʲ] [mɐˈja rʲɪˈspublʲɪkə, moj tətɐrˈstan]  |

#### Tiếng Việt
Sống mãi, quê hương yêu dấu,
Người của ta hợp nhất với Người!
Chúng ta được sinh ra với sự hào phóng.
Những người khác nhau sống với chúng ta.
Từ các thế hệ khác nhau, Người có một lịch sử đẹp đẽ.
Đất nước vinh quang của ta, lịch sử của Người là anh hùng!
Chúng ta tìm thấy chính mình với Người một lần nữa,
Cộng hòa của tôi, Tatarstan!
Hãy hưng thịnh, thánh địa,
Hãy để hòa bình của Người lấp đầy bầu trời của Người,
Chúng ta đoàn kết trong gia đình lớn này.
Mọi người có thể sống hòa thuận.
Với trí tuệ phong phú và cổ xưa mà chúng ta đã có trong nhiều thế kỷ.
Người là hy vọng và niềm tin duy nhất của chúng ta,
Và hãy để tình yêu của ta lấp đầy trái tim của Người.
Cộng hòa của ta, Tatarstan của ta!

### Lời gốc
Ban đầu, những nỗ lực viết lời bằng tiếng Tatar đã được đề xuất. Phiên bản của Ramazan Baytimerov có tựa đề "Tuğan yağım" (quê hương tôi).
| Ký tự Cyrill Tatar (chính thức) | Ký tự Latinh (de facto) | Yañalif (trong lịch sử) | Yaña imlâ (không dùng nữa) | Chuyển tự IPA |
| --- | --- | --- | --- | --- |
| Күпме юллар йөрдем, дөнья күрдем, Назлы җилләр йөзем сыйпады. Сиңа кайткач гына, туган ягым, Күкрәгемә шатлык сыймады. Тик бер генә көнгә аерылсам да Ямансулап сине юксынам. Синнән башка миңа, туган ягым, Бу дөньяда тормыш юк сыман. Тик бер генә көнгә аерылсам да Ятим калган кебек буламын! Тик син гөнә яшәү матурлыгы, Гүзәллеге якты дөньяның! | Küpme yullar yördem, dönya kürdem, Nazlı cillär yözem sípadı. Siña qaytqaç ğına, tuğan yağım, Kükrägemä şatlıq símadı. Tik ber genä köngä ayırılsam da Yamansulap sine yuqsınam. Sinnän başqa miña, tuğan yağım, Bu dönyada tormış yuq sıman. Tik ber genä köngä ayırılsam da Yätim qalğan kebek bulamın! Tik sin genä yäşäw maturlığı, Güzällege yaqtı dönyanıñ! | Kypme jullar jɵrdem, dɵnja kyrdem, Nazlь çillər jɵzem sьjpadь. Siꞑa qajtqac ƣьna, tuƣan jaƣьm, Kykrəgemə şatlьq sьjmadь. Tik ʙer genə kɵngə ajьrьlsam da Jamansulap sine jaqsьnam. Sinnən ʙaşqa miꞑa, tuƣan jaƣьm, Bu dɵnjada tormьş juq sьman. Tik ʙer genə kɵngə ajьrьlsam da Jətim qalƣan keʙek ʙulamьn! Tik sin genə jəşəy maturlьƣь, Gyzəllege jaqtь dɵnjanьꞑ! | ،كوپمئ يوللار يۇردئم، دﯘنيا كوردئم .نازلئ جيللەر يۇزئم سيپادئ ،سيڭا قايتقاچ عئنا، توعان ياعئم .كوكرەگئمە شاتلئق سئيمادى تيك بئر گئنه كۇنگه ايئرئلسام دا .يامانسولاپ سينئ يوقسئنام. ،سيننەن باشقا مينا، توعان ياعئم .بو دﯘنيادا تۇردئش يوق سئمان تيك بئر گئنه كۇنگه ايئرئلسام دا !يەتيم قالعان كئبئق بولامئن ،تيك سين گئنه يەشەو ماتورلئعئ !گوزەللئگئ ياقتئ دﯘنيانئڭ | /kypme jullɑr jørdem, dønja kyrdem/ /nɑzlɤ ʑillær jøzem sɤjpɑdɤ/ /siŋɑ qɑjtqɑɕ qɤnɑ, tuɣɑn jɑɣɤm/ /kykrægemæ ʃɑtlɤq sɤjmɑdɤ/ /tik ber genæ køngæ ɑjɤrɤlsɑm da/ /jɑmɑnsulɑp sine juqsɤnɑm/ /sinnæn bɑʃqɑ miŋɑ, tuɣɑn jɑɣɤm/ /bu dønjɑdɑ tormɤʃ juq sɤman/ /tik ber genæ køngæ ɑjɤrɤlsɑm da/ /jætim qɑlɣɑn kebek bulɑmɤn/ /tik sin genæ jæʃæw mɑturlɤɣɤ/ /gyzællege jɑqtɤ dønjɑnɤŋ/ |

#### Tiếng Việt
Ta đã đi rất nhiều con đường, ta đã nhìn thấy thế giới,

Và những cơn gió dịu dàng vuốt ve mặt ta.

Nhưng khi ta đến với Người, quê hương của tôi,

Ta vui mừng sâu bên trong.

Khi ta xa Người chỉ một ngày,

Ta nhớ Người vô cùng.

Không có Người, quê hương thân yêu,

Dường như không có sự sống trên thế giới này.

Khi ta xa Người chỉ một ngày,

Ta cảm thấy như thể ta là một đứa trẻ mồ côi.

Người là vẻ đẹp của thế giới vô tận này,

Ánh sáng duyên dáng tỏa sáng vào ban đêm!